# Emotional Rescue
Emotional Rescue är ett musikalbum av The Rolling Stones, utgivet 1980. Försäljningsmässigt blev albumet en framgång och nådde förstaplatsen på flera länders försäljningslistor. I Storbritannien var det deras första album att nå topplacering sedan Goats Head Soup 1973. De största singelhitsen blev det discoinfluerade titelspåret där Mick Jagger sjunger med falsettröst, samt "She's So Cold". Även "Dance" släpptes som singel och blev en mindre hit i USA. På det här albumet finns också en reggaeinfluerad låt, "Send It to Me".
Med sitt förra album Some Girls hade gruppen gjort stor comeback med hitsinglar som "Miss You" och "Beast of Burden". Det här albumet ansågs inte nå upp till samma nivå som det förra och nämns ofta som ett av gruppens mera lättviktiga album. Det var också ett mer hastigt inspelat album gjort på några nyinspelade spår och gamla inspelningar som inte kom med på föregående album. Albumet spelades in dels i Nassau på Bahamas, och i dels Paris. Några av låtarna, som spelades in, hamnade senare på nästa studioalbum Tattoo You.
Albumets omslag designades av Peter Corriston och består av svartvita fotografier tagna med en värmekamera.

## Låtlista
Låtar utan angiven upphovsman skrivna av Mick Jagger och Keith Richards.
Sida 1
1. "Dance, Pt. 1" (Jagger, Richards, Ron Wood) - 4:23
2. "Summer Romance" - 3:16
3. "Send It to Me" - 3:43
4. "Let Me Go" - 3:51
5. "Indian Girl" - 4:23

Sida 2
1. "Where the Boys Go" - 3:29
2. "Down in the Hole" - 3:58
3. "Emotional Rescue" - 5:39
4. "She's So Cold" - 4:13
5. "All About You" - 4:18

## Listplaceringar
| Lista (1980)   | Position            |
| -------------- | ------------------- |
| Finland        | 13                  |
| Frankrike      | 1                   |
| Japan          | 10 (Oricon)         |
| Kanada         | 1 (RPM)             |
| Nederländerna  | 1                   |
| Norge          | 4 (VG-lista)        |
| Nya Zeeland    | 2                   |
| Spanien        | 5                   |
| Storbritannien | 1 (UK Albums Chart) |
| Sverige        | 1 (Topplistan)      |
| USA            | 1 (Billboard 200)   |
| Västtyskland   | 2                   |
| Österrike      | 2                   |